# 삼낭자
삼낭자(三娘子, Erketü Qatun,  1550-1612)는 알탄 칸(俺答汗, 1507? 1508?-1582)의 아내이다. 이름은 중긴하툰(鍾金哈屯, Junggin qatun)이다. 티베트 불교로 귀의, 다라보살지화신아리아달라(多羅菩薩之化身阿利雅達喇)라고 칭하였다. 전설에 따르면 그녀는 원래 알탄칸의 외손녀로 오아도사(襖兒都司)에게 시집가려 하였지만 미모로 인해 알탄칸이 아내로 삼았다고 한다. 오아는 이로 인해 알탄칸을 공격하고자 했다.알탄 칸은 보상으로 그의 손자 바한나기(把漢那吉, 1553-1583)의 미혼처를 오아에게 주었다. 바한나기는 "할아버지는 외손녀를 처로 삼고 또다시 손자며느리를 남에게 주었다. 나는 저 사람의 손자가 될 수 없다. 나는 떠날 것이다."라고 하였다. 그리하여 융경(隆慶) 4년(1570)에 명나라로 망명하였다. 만력(萬曆) 10년(1582) 봄에 알탄 칸이 세상을 떠났고, 몽골의 관습에 따라 삼낭자는 알탄 칸의 아들 셍게두우렌 칸(僧格都古楞特穆爾) 혹은 셍게뒤렁(僧格都隆)이 아내로 맞이하였다. 셍게두렌 사후 다시 철릭(撦力克)과 재혼했다. 삼낭자는 삼임 투메트부(Tumed, 土默特部) 수령과 결혼하여 병권을 쥐었고 명조를 위해 변방을 지켰으며, 명조는 충순부인(忠順夫人)으로 봉하였다. 선대(宣大)에서 감숙(甘肅)까지는 20년 동안 전쟁이 없었다.

## 생애

### 초기
삼낭자는 몽골식 이름은 중긴하툰(鐘金哈屯, Junggin qatun)으로, 중국에선 커투하툰(克兔哈屯) 혹은 에르커투 하툰(也兒克兔哈屯)으로도 표기하였다. 오이라트(Oirat, 瓦剌 혹은 衛拉特) 몽골 기라구트부(奇喇古特部) 수령 철항아합(哲恆阿哈)의 딸이다. 일부 문헌에서는 삼낭자가 첫 남편 알탄칸의 외손녀라고 하는데, 역사학자들의 고증에 의하면 두 사람간의 친족관계는 없다. 삼낭자는 미모가 아름답고 총명하렸으며, 몽골 문자에 능통하여 독서를 즐기는 등 재화가 뛰어났다. 가정(嘉靖) 37년(1558) 몽골 투메트부 수령 알탄칸이 오이라트 투멘부(土綿部)에 온 후, 삼낭자 부친 철항아합에게 사신을 보내어 화친을 요구했다. 후에 딸 중긴하툰을 알탄칸에게 보내었다. 이때 삼낭자는 8세에 불과했으며 이후 삼낭자는 역사무대에 등장한다. 융경 2년(1568) 알탄칸이 오이라트를 재침하였다. 삼낭자 사이에서 부타시리(不他失禮)를 낳았다.

### 대판승 전투[2]
융경 4년(1570) 알탄칸의 손자 바한나기가 명에 투항하자 이를 계기로 양측은 담화를 진행, 엄답봉공(俺答封貢)이라는 평화적인 우호가 결성되었다. 융경 5년(1571) 양측은 호시(互市) 협의에 성공하여 200여 년의 교전 상태가 완료되었다. 많은 문헌에서는 삼낭자가 평화를 체결하는데 기여했다고 전한다. 만력 6년(1578), 삼낭자와 알탄칸은 청해(靑海) 앙화사(仰華寺)에 가서 소남갸초(索南嘉措)를 배알하고 티베트 불교 겔룩파(格魯派)에 귀의하였으며, 다라보살지화신아리아달라(多羅菩薩之化身阿利雅達喇)라 칭해졌다. 만력 9년(1581) 알탄칸이 귀화성(歸化城) 혹은 판승성(板升城) 건축을 진행, 삼낭자가 이후에 오래도록 이곳에 머물렀기에 삼낭자성(三娘子城)이라고도 하였다.
만력 10년(1582) 알탄칸 사망 후, 강력한 군주를 잃은 투메트부는 분열되었다. 각 부락 지도자마다 명과의 시상(市賞, 명이 북방 유목민족을 막기 위하여 변방에 호시互市를 인가하는 것)을 탈취하던 것이, 부락과 권위를 쟁탈하는 단계로까지 발전하였고 결국 내란이 발생하였다. 삼낭자는 이 과정에서 핵심인물 중 하나이다.
만력 11년(1583), 셍게뒤렁칸은 삼낭자를 하툰(哈屯)으로 취하여 순의왕(順義王) 작위를 이어받았다. 같은해 10월, 판승(板升)을 관장하는 바한나기는 말에서 떨어져 사망하였다. 삼낭자는 병부(兵符)와 왕인(王印)을 가지고 있어 세력을 갖고 있었다. 삼낭자는 바한나기의 아내 대성비길(大成比吉, 혹은 바한비기把漢比吉)을 만나, 알탄칸이 남긴 부락들과 판승성을 갖게 되었고, 친아들 부타시리와 결혼시키려 하면서, "과연 그렇게 되어 이로써 내가 모든 부락을 얻게 된다면 나는 강성해질 것이다"라고 생각하였다. 판승과 바한나기의 부락을 합병하려 했다. 알탄칸의 양아들 “用事臣” 키야타이지(恰台吉)는 응답하지 않았다. 이에 삼낭자는 정병을 선발하여 대판승(大板升)을 공격하였고 키야타이지 등의 부락의 가축을 노략, 여러 부락들은 모두 도주하여 심지어 명의 변경 내로 들어가고자 하였다. 이 내란은 4년동안 지속되었다.
만력 13년(1585), 삼낭자와 셍게뒤렁칸은 소남갸초를 투메트부에 맞이하여 전교하였고 동시에 알탄칸을 화장하는 의식을 치렀다. 만력 14년(1586) 셍게뒤렁칸의 사후, 왕위 계승은 철릭홍타이지(撦力克洪台吉)에게 갔다. 삼낭자는 순의왕 인장과 병부(兵符)를 숨기고 주지 않았는데, 친자 부타시리에게 왕위를 물려주려 하였기 때문이다. 이로 인해 철릭과 삼낭자는 첨예하게 대립하였다. 왕위 계승 대립은 명조가 나서 중재하기에 이르렀고, 철릭과 삼낭자가 결혼하도록 주선, 갈등이 비로소 완화되었다. 결국 철릭이 순의왕위를 이었고, 만력 15년(1587) 삼낭자는 충순부인(忠順夫人)에 책봉되었으며, 대성비길(大成比吉)은 부타시리에게 시집갔다.
만력 19년(1591), 철릭은 청해에서 동귀(東歸)하여, 몽골과 명군의 충돌은 피할 수 있었다.

### 만년
삼낭자는 손자이자 부타시리의 아들 수낭 타이지(素囊台吉)를, 서초(西哨)의 병권을 쥐어 발생하는 군사력과 판승을 장악하는 것으로 발생하는 경제력을 빌러, 무력으로 왕위계승인 보쇽투(卜失兔 혹은 卜石兔, 博碩克圖)를 쫓아냈다. 만력 39년(1611), 나물타이지(那木兒台吉)는 73가 타이니와 연합하여 수낭을 성토하였다. 삼낭자와 수낭은 병마를 소집하여 무력으로 해결하려 하였다. 명조는 변방의 위기를 우려하여, 선대총독(宣大總督) 도종준(塗宗浚)이 나서 조정하였고 보쇽투는 만력 41년(1613) 순의왕 작위를 계승하였소 수낭은 도독동지(都督同知)가 되었다. 만력 40년(1612) 4월, 삼낭자는 63세로 사망하였다. 명조는 제칠단(祭七壇) 제사를 하사하였고, 당시 사람들은 "공적이 변방 장사 10만 명보다 높다(功比邊壯士十萬不止)"고 칭하였다.

## 같이 보기
- 소남갸초
- 알탄칸